# ماریو بنارد
ماریو بنارد (ایتالیایی: Mario Bonnard؛ ۲۴ دسامبر ۱۸۸۹ – ۲۲ مارس ۱۹۶۵) کارگردان، هنرپیشه و فیلم‌نامه‌نویس اهل کشور ایتالیا بود.
وی در شهر رم متولد شد و در همان شهر نیز درگذشت.

## بخشی از فیلم‌شناسی
این هنرمند حرفه‌اش را به عنوان بازیگر، از بازی در فیلم‌های فیلم‌های صامت رُمانتیک که بسیار محبوب بودند، شروع کرده بود. از فیلم‌ها یا برنامه‌های تلویزیونی که وی در آن نقش داشته است می‌توان به آثار زیر اشاره کرد.
- تایتانیک (۱۹۱۵)
- مارکو ویسکونتی (فیلم ۱۹۴۱) (۱۹۴۱)
- روسینی (۱۹۴۲)